# ألفونسو سوسا
ألفونسو سوسا (بالإسبانية: Alfonso Sosa)‏ هو محامي ومدرب كرة قدم ولاعب كرة قدم مكسيكي في مركز الوسط، ولد في 5 أكتوبر 1967 في غوادالاخارا في المكسيك. شارك مع منتخب المكسيك لكرة القدم. أما مع النوادي، فقد لعب مع كروز آزول وكلوب ليون ونادي باتشوكا ونادي بويبلا ونادي جامعة غوادالاخارا ونادي مونتيري.

## وصلات خارجية
- ألفونسو سوسا على موقع قاعدة بيانات كرة القدم.إي يو (الإنجليزية)
- ألفونسو سوسا على موقع ناشيونال فوتبول تيمز (الإنجليزية)